# Aleksej Bondarenko
Aleksej Petrovitj Bondarenko (ryska: Алексей Петрович Бондаренко), född den 23 augusti 1978 i Qostanaj, Kazakstan, är en rysk gymnast.
Han tog OS-silver i hopp och OS-brons i lagmångkampen i samband med de olympiska gymnastiktävlingarna 2000 i Sydney.